# Oppia elongata
Oppia elongata är en kvalsterart som beskrevs av Arthur P. Jacot 1938. Oppia elongata ingår i släktet Oppia och familjen Oppiidae. Inga underarter finns listade i Catalogue of Life.